# Psychotria repanda
Psychotria repanda är en måreväxtart som beskrevs av Hipólito Ruiz López och Pav.. Psychotria repanda ingår i släktet Psychotria och familjen måreväxter. Inga underarter finns listade i Catalogue of Life.